# Estland i olympiska sommarspelen 2000
Estland deltog i de olympiska sommarspelen 2000 med en trupp bestående av 33 deltagare och de tog totalt tre medaljer.

## Medaljer

### Guld
- Erki Nool - Friidrott, tiokamp

### Brons
- Aleksei Budõlin - Judo, lätt medelvikt 81 kg
- Indrek Pertelson - Judo, tungvikt +100 kg

## Brottning
Lättvikt, grekisk-romersk
- Valeri Nikitin
  - Pool D, inledande omgång 1: besegrade Ghani Yalouz  Frankrike, fall
  - Pool D, inledande omgång 2: besegrade Csaba Hirbik  Ungern, domarbeslut  4:3
  - Kvartsfinal: besegrade Islam Duguchiyev  Azerbajdzjan, domarbeslut 4:1
  - Semifinal: förlorade mot Feliberto Ascuy  Kuba, domarbeslut 0:6
  - Bronsmatch: förlorade mot Alexei Glouchkov  Ryssland, domarbeslut 0:5 (→  4:e plats)

Mellanvikt, grekisk-romersk
- Toomas Proovel
  - Pool omgång 1: förlorade mot Muhran Vahtangadze  Georgien, domarbeslut 4:6
  - Pool omgång 2: besegrade Raatbek Sanatbajev  Kirgizistan, domarbeslut 4:2  2:a i poolen (→ gick inte vidare, 9:e plats)

Supertungvikt, grekisk-romersk
- Helger Hallik
  - Pool omgång 1: förlorade mot Hector Milian  Kuba, domarbeslut 0:3
  - Pool omgång 2: förlorade mot Zhao Hailin  Kina, domarbeslut 2:3 (→ gick inte vidare, 16:e plats)

## Cykling
Landsväg
Herrarnas tempolopp
- Lauri Aus – 1:02.16 (→ 32:e plats)

Herrarnas linjelopp
- Jaan Kirsipuu – 5:30.46 (→ 18:e plats)
- Erki Putsep – 5:30.46 (→ 55:e plats)
- Lauri Aus – DNF
- Innar Mändoja – DNF
- Janek Tombak – DNF

## Friidrott
Herrarnas maraton
- Pavel Loskutov – 2:19:41 (→ 35:e plats)

Herrarnas diskuskastning
- Aleksander Tammert – kval – 63.52 meter; Final – 63.25 (→ 9:e plats)

Herrarnas spjutkastning
- Andrus Värnik – kval – 81.34 (→ gick inte vidare, 15:e plats)

Herrarnas tiokamp
- Erki Nool – (100 m – 10,68; längd – 7.76; kula – 15.11; höjd – 2.00; 400 m – 46,71; 100 m häck – 14,48; diskus – 43.66; stav – 5.00; spjut – 65.82; 1,500 m – 4.29,48). Totalpoäng – 8641.00 (→  Guld )

- Indrek Kaseorg – (100 m – 11,31; längd – 7.22; kula – 13.26; höjd – 1.97; 400 m – 50,03; 100 m häck – 14,57; diskus – 41.98; stav – 4.80; spjut – 66.54; 1,500 m – 4.35,64). Totalpoäng – 7932.00 (→ 17:e plats)

## Fäktning
Herrarnas värja
- Kaido Kaabermaa
  - Omgång 1: bye
  - Omgång 2: förlorade mot Mauricio Rivas  Colombia by 13–15 (→ 17:e plats)
- Meelis Loit
  - Omgång 1: besegrade Wang Weixin  Kina by 15–7
  - Omgång 2: förlorade mot  Pavel Kolobkov  Ryssland by 9–15 (→ 30:e plats)
- Andrus Kajak
  - Omgång 1: förlorade mot Aleksandr Poddubny  Kirgizistan by  13–15 (→ 33:e plats)

Herrarnas värja, lag
- Estlands lag: (Meelis Loit, Kaido Kaabermaa, Nikolai Novosjolov, Andrus Kajak)
  - Omgång 1: (Loit 3w:0l, Kaabermaa 0w:1:2l, Kajak 0w:3l) förlorade mot  Ungern (Attila Fekete, Iván Kovács, Márk Marsi) by 42–45
  - Match om 9-10 plats: (Loit, Kaabermaa, Novosjolov 1w:1:1l) besegrade  Österrike ( Oliver Kayser, Christoph Marik, Michael Switak ) by 45–44 (→ 9:e plats)

## Judo
Herrarnas halv mellanvikt (-81 kg)
- Aleksei Budõlin
  - Sextondelsfinal: besegrade Sergei Aschwanden  Schweiz genom ippon
  - Åttondelsfinal: besegrade Krisztián Tölgyesi  Ungern genom yusei-gachi
  - Kvartsfinal: förlorade mot Cho In-Chul  Sydkorea genom yusei-gachi
  - Återkval kvartsfinal: besegrade Florian Wanner  Tyskland genom ippon
  - Återkval semifinal: besegrade Kazem Sarikhani  Iran genom ippon
  - Bronsmatch: besegrade Djamel Bouras  Frankrike genom yusei-gachi (→  Brons )

Herrarnas tungvikt (+100 kg)
- Indrek Pertelson
  - Sextondelsfinal: besegrade Steeve Nguema Ndong  Gabon genom hansoku-make
  - Åttondelsfinal: besegrade Ernesto Pérez  Spanien genom  waza-ari-awasete ippon
  - Kvartsfinal: besegrade Daniel Hernandes  Brasilien genom ippon
  - Semifinal: förlorade mot David Douillet  Frankrike genom ippon
  - Bronsmatch: besegrade Ruslan Sharapov  Belarus genom ippon (→  Brons )

## Kanotsport
Sprint
Herrarnas K-1 500 m
- Hain Helde – Kvalheat 3: 7:e plats 1.42,772 ; Semifinal, heat 1: 9:e plats 1.45,91 (→ gick inte vidare)

Herrarnas K-1 1000 m
- Hain Helde – Kvalheat 4: 5:e plats 3.40,407 ; Semifinal, heat 1: 7:e plats 3.43,499 (→ gick inte vidare)

## Modern femkamp
Herrar
- Imre Tiidemann – (Skytte: 1084; fäktning: 720; simning: 1120; ridsport: 1010; löpning: 1146) Totalpoäng: 5080 (→ 14:e plats)

## Rodd
Herrarnas singelsculler
- Jüri Jaanson – Heat 3: 3:a 7.06,58
  - Återkval, lopp 2: 1:a 7.05,16
  - Semifinal, lopp 2: 3:a 7:06.70
  - Final A: 6:a 6.59,15 (→ 6:e plats)

Herrarnas dubbelsculler
- Leonid Gulov och Andrei Šilin
  - Heat 2: 4:a 6.41,74
  - Återkval, lopp 3: 3:a 6.35,09
  - Semifinal, lopp 1: 5:a 6.38,75
  - Final B: 3:a 6.22,78 (→ 9:e plats)

## Segling
470
- Tõnu Tõniste och Toomas Tõniste – 11 lopp: ( 7; 14; (29); 17;(30) OCS; 25; 16; 14; 21; 25; 18 ) Slutlig poäng: 157 (→ 22:a plats)

Finnjolle
- Imre Taveter – 11 lopp: ( 22; 22; 19; 17;(23); 22;(26) DNF; 23; 9; ; 21; 17 ) Slutlig poäng: 172 (→ 22:a plats)

Laser
- Peter Šaraškin – 11 lopp: ( 25; 29; 6; 30; 28;(32); 27; 32;(44) OCS; 21; 12 ) Slutlig poäng: 210 (→ 29:e plats)